# انا پاسوخا
انا پاسوخا (روسی: Анна Борисовна Пасоха؛ ۱ فوریهٔ ۱۹۴۹ – ) قایقران روئینگ اهل روسیه بود.
وی در مسابقات کشوری و بین‌المللی در مجموع برندهٔ ۱ مدال طلا، ۱ مدال برنز شده‌است.